# فعل ربطی
فعل ربطی یا فعل اسنادی فعلی است که برخلاف فعل تام، بیانگر عمل نیست و فاعل و مفعول ندارد، بلکه بیانگر صفت یا حالتی است و نشان‌دهندهٔ رابطهٔ میان نهاد و گزاره است.
فعلی ربطی فعلی است که معنایش با صفت اسنادی یا کلمه‌ای جانشین آن تمام شود؛ مانند: «ابن‌سینا دانشمند بود». صفت یا کلمه‌ای که معنی فعل ربطی را تمام می‌کند نیز مسند یا مکمل نام دارد.
افعالی مثل «است، بود، شد، گشت، گردید، شود، باشد، باد، هست، نیست و…» فعل ربطی محسوب می‌شوند.
فعل ربطی در هر قضیه حملی در منطق است که اصطلاحاً آن را رابطه یا نسبت حکمیه می‌نامند. نقش نسبت حکمیه این است که نشان می‌دهد میان موضوع و محمول رابطه‌ای وجود دارد و لذا آن‌ها را از شکل دو مفهوم مستقل خارج کرده و به شکل یک حکم یا تصدیق یا جملهٔ خبری درمی‌آورد. نسبت حکمیه به دو شکل کلی اثبات و نفی وجود دارد.
فعل ربطی، علاوه بر زمان حال می‌توان به صورت زمان گذشته یا آینده نیز بیان شود؛ مانند «هوا طوفانی بود.»، یا «هوا طوفانی خواهد شد».
«است» و «نیست» رابط غیرزمانی نامیده می‌شود، زیرا محمول را به‌طور مطلق برای موضوع اثبات، یا از آن سلب می‌کند و نسبت حُکمیه را به زمان خاصّی مقیّد نمی‌سازد. در حالی که وقتی فعل در زمان گذشته یا آینده بیاید، زمان در نظر گرفته می‌شود.
فعل ربطی می‌تواند ایجابی و مثبت باشد، مانند مثال «هوا طوفانی است» و می‌تواند سلبی و منفی باشد، مانند: «هوا طوفانی نیست.». ایجابی بودن یا سلبی بودن یک قضیه را «کیف» یا «کیفیت» آن قضیه می‌نامند. قضیه‌ای که فعل ربطی آن ایجابی باشد، «موجبه» و قضیه‌ای که فعل ربطی آن سلبی باشد، «قضیه سالبه» نامیده می‌شود.
باید به معنای افعال ربطی مثل:است ،هست ، نیست، توجه داشت .اگر این افعال معنی وجود داشتن ،داشتن یا نداشتن ،دارد یا ندارد، بدهد فعل ربطی محسوب نمی‌شوند.برای مثال :(هنوزت نیست پای برزن و بام)
در اینجا نیست معنای نداری یا نداشتن می دهد و اسنادی نیست .
همچنین فعل( شد) اگر به معنای (رفتن) باشد اسنادی نیست .فعل باد همان باشد و اسنادی است.
فعل گشتن در صورتی ربطی یا همان اسنادی است که (معنای چرخیدن و گردش کردن )ندهد و بتوان با افعال ربطی مثل (شد )و مشتقات آن جایگزین کرد.